# 尚德俊
尚德俊（1932年3月—2020年2月5日），曾用名尚德福，男，河南济源人，中国中医师，中西医结合外科专家，山东中医药大学教授，山东省中医院外科主任。中国中西医结合治疗周围血管疾病的先行者。

## 生平
1932年3月出生于河南省济源县轵城镇。幼年时祖母和父亲相继因病去世。1939年在济源县背坡村读私塾，曾先后在郑州市公立维新一小学、上海市陆行中学、上海市吴淞中学就读。
1952年考入山东医学院，1955年毕业后被分配至辽宁省锦西县卫生院工作。1956年夏，被选派至天津市参加全国第一批西医离职系统学习中医班。1959年毕业时，被评为优秀学员，获卫生部颁发的金质奖章和证书。随后，他又在南京中医学院、江苏省中医院临证实习针灸、内科等，并到苏州市中医院实习外科。1962年，调至山东中医学院附属医院工作，历任讲师、副教授、教授，1979年被聘为首届中医外科学硕士研究生导师。1981年12月加入中国共产党。1978年至1998年，是第五至八届全国政协委员。2014年8月，被授予“国医大师”荣誉称号。2019年9月，被授予“全国中医药杰出贡献奖”。
2017年10月24日上午，“尚德俊国医大师工作室”在青岛市市南区人民医院揭牌。
2020年2月5日晚20时40分在山东济南逝世，享年88岁。

## 贡献
擅长消化道肿瘤、肝胆疾病、甲状腺疾病的诊治；擅长十二指肠镜的治疗颅脑外伤急性期，恢复期，康复期治疗急性脑血管病的高压氧治疗；缺血，缺氧性脑病，一氧化碳中毒，脑血管疾病中西医结合治疗脉管炎、闭塞性动脉硬化症、糖尿病及肢体血管病变，深静脉血栓形成、大动脉炎、雷诺氏综合症。
1960年代，积极探索中医治疗血栓闭塞性脉管炎等疾病，首先研制创用了“四虫丸”用于临床治疗。1964年出版第一本专著《熏洗疗法》。1978年在全国科学大会上，他主持的中西医结合治疗血栓闭塞性脉管炎研究获国家一级成果奖。1979年发表《周围血管疾病症治》。2004年出版《中西医结合周围血管疾病学》。